# Bahr el-Zeraf
Bahr el Zeraf (arabisch بَـحْـر الـزّرَاف, DMG Baḥr ez-Zerāf, auch: Bahr az-Zaraf, Bahr ez Zeraf, Baḩr az Zarāf, en.: Zeraf River) ist ein Arm (Anabranch) des Weißen Nils in der Region Sudd des Südsudan. Er verläuft komplett innerhalb des Bundesstaates Jonglei. Der Name ist arabisch für „Giraffen-Fluss“.

## Verlauf
- Karte mit allen Koordinaten:
- OSM |
- WikiMap

Der Bahr el Zeraf entsteht im südlichen Sudd als Abzweig des Bahr al-Dschabal („Berg-Fluss“) des Weißen Nils. Ein Paar von Menschen angelegter Kanäle, die Zeraf Cuts wurden 1910 und 1913 gegraben um die beiden Teilungsläufe bei (7.76404°N 30.54987°O) zu verbinden. Diese Kanäle leiten einen Teil des Wassers vom Bahr al-Dschabal in den zeraf und führen dazu, dass dessen Volumen sich mehr als verdoppelt. Die Ableitungen sollten den Abfluss nach Ägypten beschleunigen und dadurch den „Wasserverlust“ durch Verdunstung in den Sümpfen vermindern.
Von den Zuflüssen der Kanäle in den Zeraf verläuft der Strom über eine Strecke von ca. 280 km nach Norden durch das Ez Zeraf Game Reserve. Ca. 100 km dieser Strecke verläuft durchgängig durch Insel-durchsetzte Sümpfe, erst im weiteren Verlauf entwickelt sich der Strom zu einem deutlich ausgebildeten Kanal mit angeschwemmten Ufern. Der Zeraf vereinigt sich mit dem Weißen Nil wieder bei New Fangak, 80 km flussabwärts vom No-See und 56 km flussaufwärts von Malakal.